# 15 cm sFH 36
15-cm schwere Feldhaubitze 36 – niemiecka holowana haubica skonstruowana w okresie międzywojennym. sFH 36 miała łoże kołowe, dwuogonowe, rozstawne. Zasilanie nabojami składanymi. Trakcja motorowa.